# 베일리 체이스
베일리 체이스(Bailey Chase, 1972년 5월 1일 ~ )는 미국의 배우이다.

## 출연 작품

### 영화
- Billboard Dad (1998)
- Rats (2003)
- 크로싱 오버 (2009)
- Dark Metropolis (2010)
- Summoned (2013)
- 더 보이 넥스트 도어 (2015)
- Sex, Death and Bowling (2015)
- 리벤지: 복수의 시작 (2016)
- Silver Lake (2018)

### 텔레비전
- Sweet Valley High (1997)
- 뱀파이어 해결사 (1999-2000)
- 라스베가스 (2003)
- 애즈 더 월드 턴즈 (2003-05)
- 어글리 베티 (2007)
- 크리미널 마인드 (2007)
- 세이빙 그레이스 (2007-10)
- 캐슬 (2009)
- 롱마이어 (2012-14)